# Tara (budismo)
Tara (em sânscrito Tārā, provavelmente "estrela", e, para os tibetanos, Drol Ma ou Jetsün Dólmã, "Salvadora")  é uma deidade feminina do budismo Vajrayana ("Caminho Diamantino", que simboliza a sabedoria que discerne agudamente como um raio). O Vajrayāna foi introduzido no Tibete por Padmasambhava (em tibetano Guru Rinpoche), no século VIII, durante o reinado de Trisong Detsen. 
Tara é a mãe da compaixão, o aspecto feminino de Avalokiteśvara bodhisattva, indissociável do estado desperto iluminado, Buda. Todas as deidades budistas femininas são aspectos seus.
É a divindade nacional do Tibete.

## A princesaYeshe Dawa: origem domito
Conta-se que a princesa Yeshe Dawa, "Lua de Sabedoria", que recebeu ensinamentos de um Buda, acumulou méritos e sabedoria, tendo sido aconselhada a rezar por um renascimento masculino, pois, como homem, alcançaria a iluminação espiritual. Reconhecendo nisso a ignorância de que a dualidade é relativa, fez o compromisso de sempre renascer em forma feminina, como mulher. Por esse gesto de sabedoria e compaixão, Yeshe Dawa/Tara é considerada manifestação de Avalokiteshvara, (em sânscrito Avalokiteśvara), "Aquela que enxerga os clamores do mundo", ou "Senhora dos Mil Olhos", em tibetano Chenrezig,  e também sua consorte. 
Tara pode ser representada também como consorte de Amoghasiddhi, considerado a emanação do despertar plenamente realizado de Buddha.

## Nomes de Tara
De acordo com as várias linhagens do Budismo tibetano, a lista dos nomes de Tara pode apresentar variações. Dos 108 nomes e 21 formas e inúmeras cores de Tara, duas são mais populares:
- a Tara Branca, (em sânscrito Sitatāra), identificada com a Princesa da China, esposa do primeiro rei budista do Tibete, Songtsen Gampo, séc. VII. Em geral associada a Kuan Yin, que também é representada na cor branca.
- a Tara Verde, (em sânscrito Syamatāra), identificada com a Princesa do Nepal, segunda esposa deste mesmo rei Songtsen Gampo.

A Tara Vermelha, Rigdjed Lamo em tibetano, que evoca nosso estado desperto natural, denominado rigpa, também torna-se conhecida no Brasil, por influência de Chagdud Tulku Rinpoche.
O culto a Tara no Tibete espalha-se sob influência do ardoroso devoto indiano Atisha, (em sânscrito Atiśa), que chega ao país em 1042. As 21 formas de Tara correspondem ao texto litúrgico indiano "Homenagem às 21 Taras", levado ao Tibete por Dharmadra, também no séc. XI e dizem respeito a funções e características específicas e associadas a gestos propiciatórios, ou mudras e sílabas sagradas, ou mantras.

## OMantrade Tara
Há vários mantras atribuídos a Tara, alguns dos mais conhecidos são: Oṃ Tare Tuttare Ture Soha, aproximadamente "Glória a Tara. Salve!", o mantra de Tara Verde e Om Tare Tam Soha, o mantra de Tara Vermelha.